# Salvatierra-Agurain
Pour l’article homonyme, voir Salvatierra.
Salvatierra en espagnol ou Agurain en basque est une commune d'Alava, dans la communauté autonome du Pays basque en Espagne. Elle est située à 26 km de Vitoria-Gasteiz.

## Histoire
La ville fut fondée en 1256 sur le village de Hagurahin, dans le promontoire aujourd’hui occupé par l’hôtel de ville. Le seigneur de Agurain appartenant au clan des Ayala s'est eloigné de l'empereur Charles V jusqu'à devenir ennemis. Les forces du seigneur investirent la ville en 1521, mais le seigneur Pedro Lopez de Ayala fut vaincu.

## Hameaux
La commune comprend les hameaux suivants :
- Alangua ;
- Arrizala ;
- Egileor ;
- Iturrieta (ferme) ;
- Opakua ;
- Salvatierra-Agurain, chef-lieu de la commune.

## Jumelages

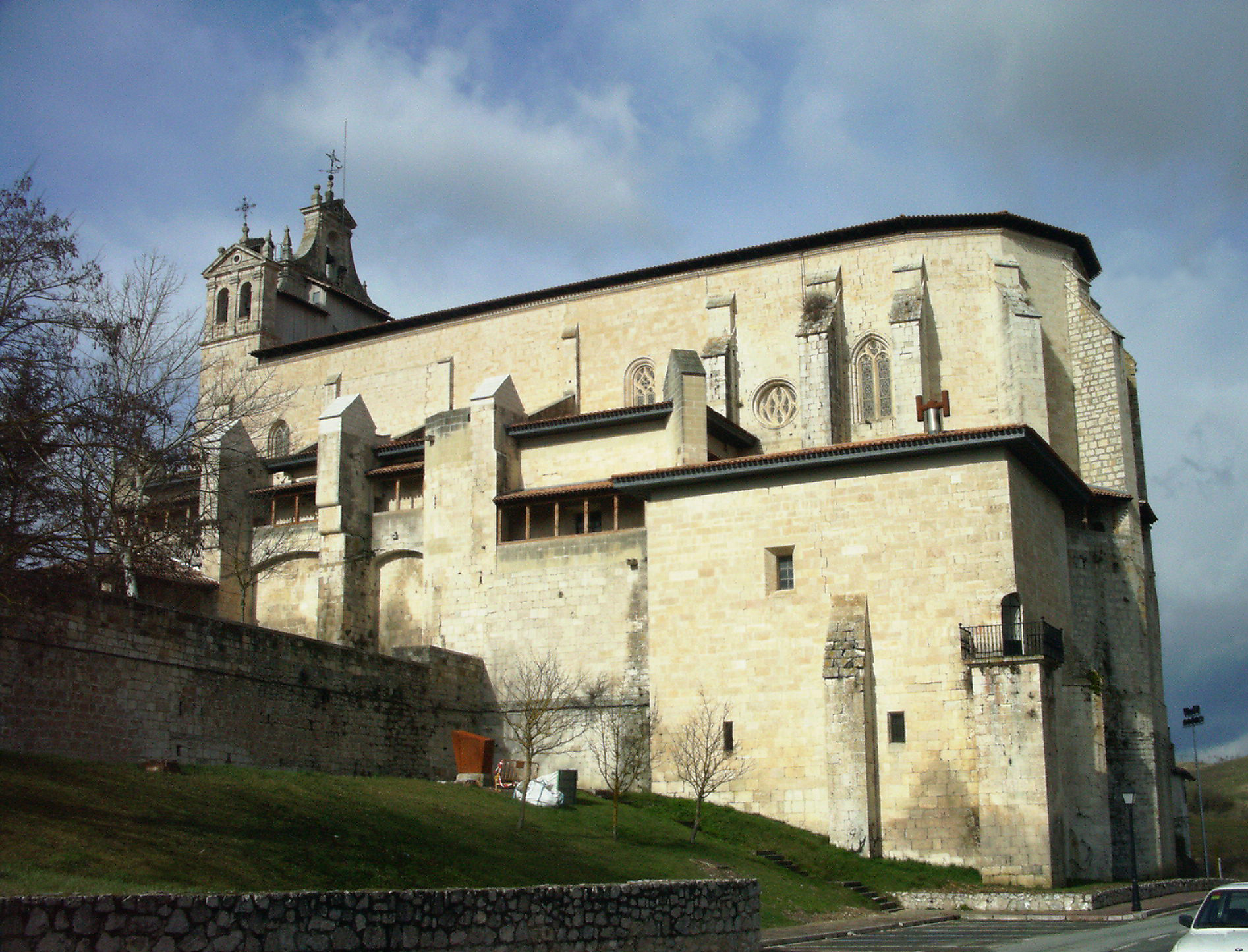
Église Andra Mari d'Agurain.

Bazas (France) depuis 1996.